# Supervision
Supervision – trzeci album studyjny brytyjskiej piosenkarki Elly Jackson, znanej jako La Roux. Został wydany w lutym 2020 przez jej własną wytwórnię Supercolour Records. Był to pierwszy całkowicie solowy album artystki (dwie poprzednie płyty zostały nagrane z udziałem byłego członka duetu, Bena Langmaida).
Jackson rozpoczęła prace nad płytą już w 2015 roku, jednak po trzech latach zdecydowała się porzucić cały materiał ze względu na negatywne relacje z nowym współpracownikiem. Na początku 2018 roku skomponowała nowe utwory sama w domowym studio w przeciągu czterech miesięcy. Materiał na płycie został inspirowany muzyką lat 80. oraz twórczością takich artystów jak Nile Rodgers i George Michael. Album został poprzedzony trzema singlami, jednak żaden z nich nie spotkał się z szerokim odbiorem. Płyta osiągnęła tylko niewielki sukces komercyjny i otrzymała względnie dobre recenzje.

## Lista utworów
1. „21st Century” – 4:13
2. „Do You Feel” – 5:00
3. „Automatic Driver” – 5:05
4. „International Woman of Leisure” – 4:18
5. „Everything I Live For” – 5:35
6. „Otherside” – 5:21
7. „He Rides” – 4:58
8. „Gullible Fool” – 7:17

## Listy tygodniowe
| Kraj              | Lista                       | Pozycja |
| ----------------- | --------------------------- | ------- |
| Niemcy            | Offizielle Deutsche Charts  | 85      |
| Stany Zjednoczone | Billboard 200               | 70      |
| Stany Zjednoczone | Top Current Album Sales     | 71      |
| Stany Zjednoczone | Top Dance/Electronic Albums | 4       |
| Stany Zjednoczone | Heatseekers Albums          | 2       |
| Szkocja           | Scottish Albums Chart       | 10      |
| Wielka Brytania   | UK Albums Chart             | 20      |
| Wielka Brytania   | UK Download Albums          | 8       |
| Wielka Brytania   | UK Independent Albums       | 3       |
| Wielka Brytania   | UK Vinyl Albums             | 7       |